# 88 (liczba)
88 (osiemdziesiąt osiem) – liczba naturalna następująca po 87 i poprzedzająca 89.

## 88 w slangu krótkofalarskim
Oznacza „całuję”.

## 88 w nauce
- liczba atomowa radu
- obiekt na niebie Messier 88
- galaktyka NGC 88
- planetoida (88) Thisbe

## 88 w kulturze
- „osiemdziesiątka ósemka” – działo niemieckie kalibru 88 mm w okresie II wojny światowej, słynne ze swej skuteczności. Zmodyfikowane działo tego kalibru również montowane było w późniejszych modelach czołgów Tygrys.

## 88 w kalendarzu
88. dniem w roku jest 29 marca (w latach przestępnych jest to 28 marca). Zobacz też, co wydarzyło się w roku 88.

## 88 jako symbol neonazistów
Neonaziści używają liczby 88 jako kodu sloganu Heil Hitler. Litera H jest ósmą literą alfabetu, więc 88 ma oznaczać HH, czyli właśnie Heil Hitler. Liczba 88 jest często używana w kombinacji z liczbą 14 (np. 1488 lub 14/88). W tym kontekście liczba czternaście oznacza Czternaście Słów, co jest znanym neonazistowskim sloganem stworzonym przez skazanego na dożywocie terrorystę Davida Lane’a. Przykłady użycia sloganu to m.in. piosenka „88 rock’n’roll band” neonazistowskiej kapeli Landser. Liczba często występuje w nazwach innych neonazistowskich grup muzycznych, takich jak Column 88, Unit 88, White Legion 88, Barselc88 za granicą czy Konkwista 88 w Polsce. James von Brunn, mężczyzna skazany za strzelaninę w muzeum Holokaustu, często podpisywał się pod swoimi pracami jako „JVB-88”.